# S/S Nedjan
S/S Nedjan var ett 64 meter långt ångfartyg som byggdes i skotska Greenock år 1893. Fartyget beställdes av rederiet Well Park Steam Ship och döptes ursprungligen till Well Park.
År 1904 köptes hon av svenska Ångfartygs AB Pallas, hon fick därmed namnet Pallas. År 1922 köptes hon av Rederi AB Ostkusten i Simrishamn och döptes till Nedjan.
Fartyget förliste i hård storm natten mellan den 9 och den 10 januari 1954 med 17 man ombord. I den sista radiotrafiken mellan Nedjan och Härnösands kustradio berättar kaptenen att maskineriet inte orkar hålla fartyget, som driver med stormen. Fartyget tappade  styrningen och vare sig roderkättingen eller nödstyrningen gick att reparera så hon drev  okontrollerat mot Rebbarna. Vidare försök från Härnösand att kontakta Nedjan förblev svarslösa. Senare på dagen hittades en uppochnedvänd livbåt innehållande en avliden ur besättningen.
Ett 40-tal expeditioner sökte efter Nedjan utan resultat. Den 13 juli 1996 hittades Nedjan av Stiftelsen Marinhistorik.
Nedjan ligger på rätt köl på 32 meters djup vid Lövgrunds rabbar i Gävlebukten, fyra distansminuter norr om Eggegrund ostsydost om Lövgrund och är nästan helt intakt.